# Виньон, Клод
Клод Виньон (фр. Claude Vignon; 19 мая 1593, Тур — 10 мая 1670, Париж) — французский живописец, рисовальщик и гравёр, иллюстратор академического направления. Придворный художник короля Людовика XIII. Вместе со своим другом Симоном Вуэ он был одним из самых известных французских художников времён Людовика XIII, современником Никола Пуссена.

## Жизнь и творчество
Клод Виньон родился в богатой семье в Туре. Он был внуком Пьера Виньона, нотариуса, и вторым сыном Гийома Виньона, гугенота, недавно обращённого в католичество, ординарного камердинера короля, поставщика его серебра, контролёра налогов и мужа Элизабет Папийон. Его старший брат — Гийом Виньон, станет протестантским пастором в Обюссоне. Его дядя по отцовской линии — Франсуа Виньон, официальный прокурор юстиции Арланка, советник и секретарь королевы Марии Медичи.
Клод Виньон изучал живопись в Париже, в мастерской Жакоба Бюнеля, известного художника «второй школы Фонтенбло». В 1610 году в возрасте шестнадцати лет оставил учителя и уехал в Рим где, под влиянием творчества Караваджо, осваивал приёмы тенебризма с эффектами света и тени.
В 1616 году Виньон вернулся во Францию, где стал членом Парижской гильдии живописцев (guilde des peintres de Paris). На следующий год он во второй раз отправился в Рим в качестве королевского пенсионера одновременно с Клодом Мелланом, Шарлем Мелленом и Симоном Вуэ. Он подружился с Симоном Вуэ, картины которого гравировал. В Риме на него оказали влияние произведения Караваджо и его главного ученика Бартоломео Манфреди.
Вернувшись в 1623 году во Францию, в следующем году Клод Виньон женился на Шарлотте де Лё, дочери гравёра Тома де Лё. Вскоре он стал придворным живописцем. Писал картины по заказам короля Людовика XIII и кардинала Ришельё для дворцов Лувр и Пале-Рояль. Создавал алтарные картины для церквей, а также произведения на исторические и мифологические сюжеты: древние и современные, не забывая и портреты.
Он путешествовал по Испании, занимался продажей произведений искусства, стал деловым партнером издателя и коммерсанта Франсуа Ланглуа. В то время как крупные декоративные проекты того времени доставались другим художникам, таким как Симон Вуэ, который в 1627 году вернулся во Францию из Италии, Виньон продолжал пользоваться авторитетом в кругах известного литературного салона Отеля де Рамбуйе. Между 1651 и 1653 годами Анна, герцогиня де Лонгвиль, поручила ему украсить галерею замка Ториньи. С 1623 по 1638 год он написал несколько картин для Собора Парижской Богоматери.
Виньон был членом Королевской академии живописи и скульптуры со дня её основания в 1648 году, но присоединился к ней в качестве профессора только пять лет спустя. Его последняя работа датирована 1656 годом. Его живописные композиции по колориту кажутся мерцающими, они «залиты» странным, не то могильным, не то лунным светом. За эту особенность Виньона иногда называли прерембрандтистом.
На протяжении всей жизни Виньон работал и как гравёр, в основном в технике офорта. Он был одним из самых выдающихся гравёров во Франции XVII века. Он также делал иллюстрации для публикаций французских писателей литературного кружка «Драгоценности» (Préciuses).
У Виньона было двадцать четыре ребёнка от двух жен (в разных источниках данные расходятся), в том числе Клод-Франсуа Виньон (1633—1703), Филипп Виньон (1638—1701), Шарлотта Виньон (1639-после 1672), Робер Виньон (род. 1644) и Франсуа Виньон (1653 -после 1716), все они участвовали в его работе
Картины К. Виньона сегодня можно увидеть во многих крупных художественных музеях мира.

## Галерея
- Плач Святого Петра. Между 1623 и 1630. Холст, масло. Стэнфордский университет, Калифорния, США
- Флора. 1630-е. Холст, масло. Галерея Резиденции, Зальцбург
- Клеопатра убивает себя. Ок. 1645. Холст, масло. Музей изящных искусств, Рен
- Притча о неумолимом слуге, ранее звавшимся Крезом, получающим дань от лидийского крестьянина. 1629. Холст, масло. Музей изящных искусств, Тур
- Давид с головой Голиафа. Между 1620 и 1623. Холст, масло. Музей искусств Блэнтона, Остин, Техас, США
- Святой Иоанн Евангелист. Между 1610 и 1620. Холст, масло. Частное собрание
- Святая Екатерина отказывается приносить жертву идолам. Между 1620 и 1670. Дерево, масло. Лувр, Париж
- Cмерть Лукреции. Между 1620 и 1670. Холст, масло. Музей замка Блуа